# 伏見司
伏見司（日语：／ Fushimi Tsukasa，1981年—），日本輕小說作家。2005年以「第十三號的愛麗絲」參加第12屆電擊小說大獎，雖然只入圍三次選考，但作品仍有出版。

## 作品一覽

### 书籍
- 電撃文庫（MediaWorks）

- 情色漫画老师（台灣角川代理）
- 第十三號的愛麗絲（東立出版社代理）
- 我的妹妹哪有這麼可愛！（台灣角川代理/天聞角川代理）
- 貓娘姊妹（台灣角川代理）
- 私の初恋は恥ずかしすぎて誰にも言えない（我的初恋太过羞耻无法对人诉说）

- VA文庫（Visual Art's）

- 名探偵失格な彼女

- 一迅社文庫（一迅社）

- School Heart's 月と花火と約束と（短篇作品集，伏見為作者之一，原作：mana）

### 其他
- 《Engage Princess》： 原作、主要故事担当
- 《学园偶像大师》：编剧，角色设计

## 外部連結
- LUNAR LIGHT BLOG（官方BLOG） （页面存档备份，存于）（日語）
- 伏見司出道10週年紀念企劃官方網站 （页面存档备份，存于）（日語）